# Heinz Goll
Hannes Heinz Goll (Klagenfurt, Austria, 31 de agosto de 1934-Sibaté, Colombia, 27 de enero de 1999) fue un escultor, grabador y pintor colombiano, "inventor" de un concepto terapéutico y social del arte, y creador de una religión universal cuyo núcleo es la mística de la feminidad y la fertilidad.

## Vida y obra

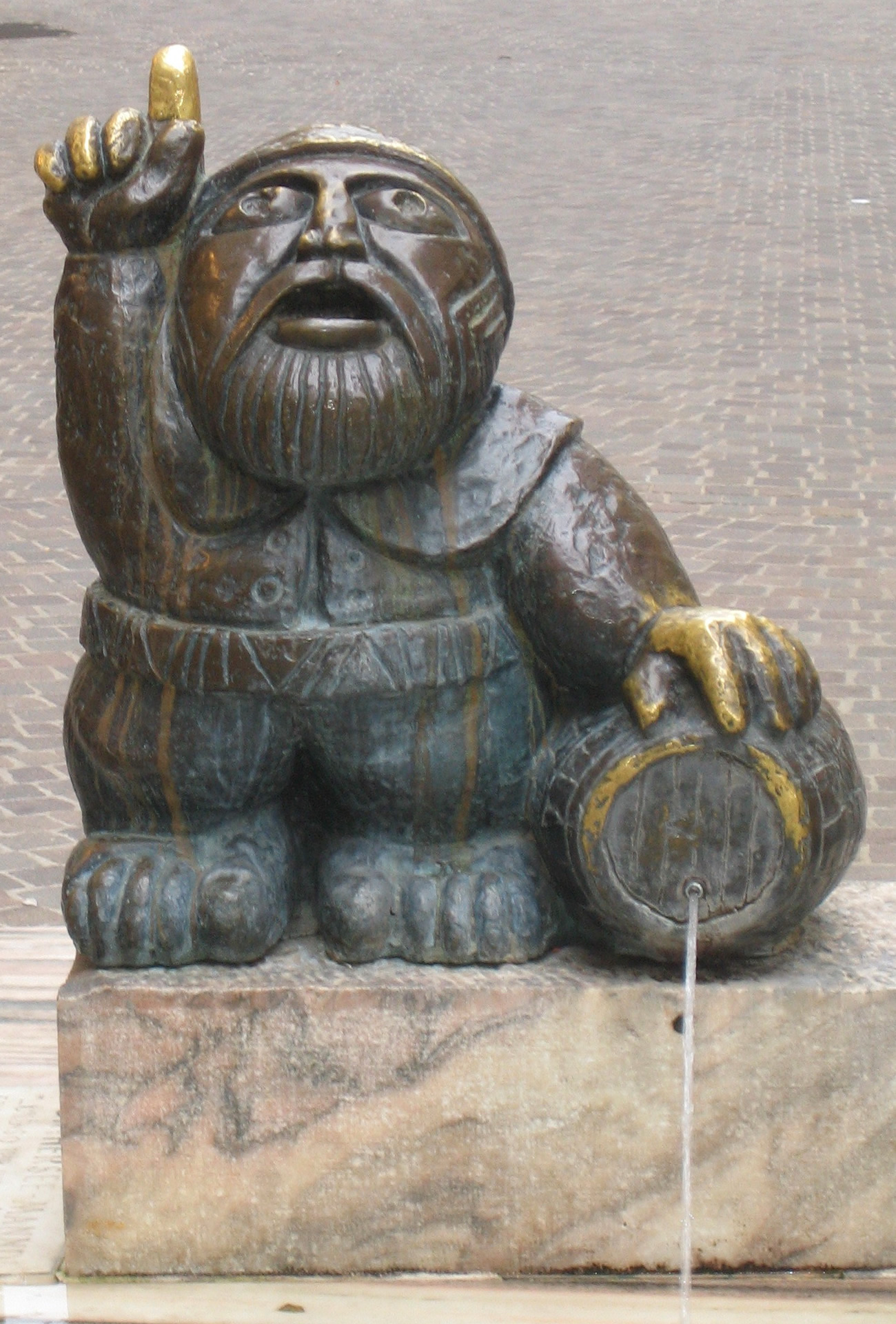
"Monito". Escultura de bronce en el Wörthersee.

Heinz Goll, hijo de una familia burguesa, fue el enfant terrible de la escena artística austríaca de los años 60, fue cofundador, en su ciudad natal en 1964, de una plataforma para el arte y la cultura que recibió el nombre de "Grüne Galerie" (Galería verde), y creó el colectivo de arte de Mieger en 1970.
En Carintia, al sur de Austria, organizó un taller de rehabilitación para adolescentes drogadictos y con disturbios psíquicos y los trató con una arteterapia que él mismo desarrolló antes de viajar a Venezuela, a mediados de los años 70,.
En Caracas fundó otro grupo de rehabilitación y poco después se trasladó a Colombia. En la población de Sibaté, cerca de Bogotá, conoció a la psicóloga Piedad Tamayo, su futura esposa. 
A partir de su estancia en Colombia, su obra se inspira en dos temáticas muy definidas: la indigenista y los Derechos humanos.
La primera temática está vinculada al arte precolombino, el simbolismo y el arte indígena. En muchas de sus obras, especialmente en sus madonnas desnudas, combinando temas sacros y eróticos. 
El elemento primordial de la segunda temática, son los indígenas,los desplazados y los perseguidas por razones políticas en Colombia.
Antes de que Goll pudiera exhibir sus obras en su ciudad natal en 1998, los médicos le diagnosticaron un avanzado estado de leucemia y hepatitis C. Poco después falleció en una clínica de Bogotá y fue sepultado en el cementerio de un hospital neuro-psiquiátrico en Sibaté.
Con motivo del décimo aniversario de su fallecimiento y 75 de su nacimiento, la haus presentó la exposición "El ciclo de Colombia, Heinz Goll" del 20 de mayo al 19 de julio de 2009, con un enfoque en los últimos 20 años de vida y de creatividad en Colombia.

### Obra destacada
- "Wörthersee-Mandl", Klagenfurt, 1962[4]
- "La Última Cena", 1976, 7 placas de bronce patinado
- Heinz Pototschnig's Nachtkupfer (obra ilustrada)
- Jesucristo, Iglesia del "Christ-König", Krumpendorf[5]

### Exposiciones
- "Stadthaus" (casa consistorial) de Klagenfurt, diciembre de 1999 - enero de 2000 (póstumo)
- "Grünspan Haus", Mühlboden/Feffernitz (Paternion), 2009 (póstumo)[6]
- "Grünspan Haus" El ciclo de Colombia, Heinz Goll". Del 20 de mayo al 19 de julio de 2009.[7]